# Сихарулидзе, Тамара Михайловна
Тамара Михайловна Сихарулидзе (1917 год, Гурийский уезд, Кутаисская губерния — декабрь 1985 года, Грузинская ССР) — главный агроном отдела сельского хозяйства Кедского района Аджарской ССР, Грузинская ССР. Герой Социалистического Труда (1949).

## Биография
Родилась в 1917 году в крестьянской семье в одном из сельских населённых пунктов Гурийского уезда (сегодня — Чохатаурский муниципалитет). Окончила семь классов средней школы и позднее — Сухумский педагогический институт. С 1938 года — инспектор по делам молодёжи Чохатаурского райисполкома. В 1944 году окончила сельскохозяйственный факультет Тбилисского государственного университета. Трудилась заведующей лабораторией семян в Кедском районе, главным агрономом Кедского районного отдела сельского хозяйства.
Внедряла передовые агротехнические методы в сельскохозяйственных предприятиях Кедского района. Благодаря её деятельности в сельскохозяйственных предприятиях Кедского района значительно повысилась урожайность сельскохозяйственных культур. В 1948 году урожайность табачного листа в целом по району превысила плановый сбор на 26,5 %. Указом Президиума Верховного Совета СССР от 3 мая 1949 года удостоена звания Героя Социалистического Труда за «получение высоких урожаев кукурузы и табака в 1948 году» с вручением ордена Ленина и золотой медали «Серп и Молот».
Этим же Указом звание Героя Социалистического Труда получили первый секретарь Кедского райкома партии Окропир Никифорович Беридзе, заведующий отделом сельского хозяйства Кедир Сулейманович Чхеидзе, председатель райисполкома Хусейн Мемедович Мегрелидзе и пять тружеников из колхозов имени Ворошилова и Кирова Кедского района (Али Кедемович Сапаридзе, Мамуд Сулейманович Лорткипанидзе, Харун Сулейманович Шиладзе, Шукри Мухамедович Джакелидзе, Мухамед Османович Ардзенадзе).
С 1952 года — на партийной работе в Кедском районе, с 1957 года — директор птицеводческого совхоза в Самтредском районе.
Умерла в декабре 1985 года.